# Joseph P. Vigorito

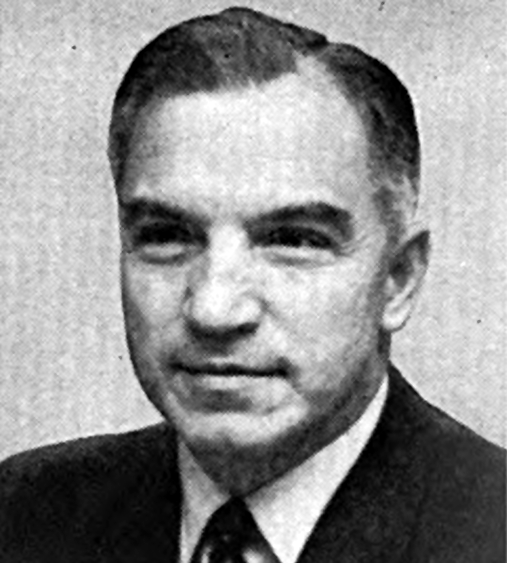
Joseph P. Vigorito

Joseph Phillip Vigorito (* 10. November 1918 in Niles, Ohio; † 5. Februar 2003 in Washington, D.C.) war ein US-amerikanischer Politiker. Zwischen 1965 und 1977 vertrat er den Bundesstaat Pennsylvania im US-Repräsentantenhaus.

## Werdegang
Joseph Vigorito besuchte bis 1938 die Strong Vincent High School in Erie. Während des Zweiten Weltkrieges diente er zwischen 1942 und 1945 in der United States Army. Dabei erreichte er den Rang eines Oberleutnants und wurde mit dem Purple Heart ausgezeichnet. Nach dem Krieg setzte er seine Ausbildung bis 1947 an der zur University of Pennsylvania gehörenden Wharton School fort. Danach studierte er bis 1949 an der University of Denver in Colorado. Beruflich wurde er vereidigter Buchhalter. Von 1949 bis 1964 gehörte er dem Lehrkörper der Pennsylvania State University bzw. des dieser Universität angeschlossenen Pennsylvania State College an.
Politisch wurde Vigorito Mitglied der Demokratischen Partei. Bei den Kongresswahlen des Jahres 1964 wurde er im 24. Wahlbezirk von Pennsylvania in das US-Repräsentantenhaus in Washington gewählt, wo er am 3. Januar 1965 die Nachfolge des Republikaners James D. Weaver antrat. Nach fünf Wiederwahlen konnte er bis zum 3. Januar 1977 sechs Legislaturperioden im Kongress absolvieren. Diese waren von den Ereignissen des Vietnamkrieges, der Bürgerrechtsbewegung und im Jahr 1974 der Watergate-Affäre geprägt.
1976 wurde Joseph Vigorito nicht wiedergewählt. In den Jahren 1977 und 1978 gehörte er der Fakultät der Georgetown University an. 1978 bewarb er sich erfolglos um die Rückkehr in den Kongress; danach ist er politisch nicht mehr in Erscheinung getreten. Er starb am 5. Februar 2003 in der Bundeshauptstadt Washington und wurde auf dem Nationalfriedhof Arlington beigesetzt.